# Лобанов, Виктор Иванович (учёный)
Ви́ктор Ива́нович Лоба́нов ― радиоинженер-конструктор, старший научный сотрудник Лаборатории высоких энергий ОИЯИ, лауреат Государственной премии Российской Федерации.
Родился 30.07.1948 г.
Окончил Ленинградский институт авиаприборостроения (1975). С 1976 г. инженер, старший научный сотрудник Лаборатории высоких энергий (ЛВЭ) Объединённого института ядерных исследований (ОИЯИ) (г. Дубна) (Научно-экспериментальный отдел физики ядерных столкновений).
Участвовал в разработке уникальных технологий изготовления сверхпроводящих магнитов и других исследовательских приборов .
Лауреат Государственной премии Российской Федерации 1992 года за разработку и создание экономичных сверхпроводящих магнитов для ускорителей высоких энергий.